# Andrzej Baran (fizyk)
Andrzej Kazimierz Baran (ur. 4 marca 1948 w Kaplonosach) – polski fizyk, profesor nauk fizycznych.

## Życiorys
Studiował fizykę na Uniwersytecie Marii Curie-Skłodowskiej w Lublinie. W 1971, po uzyskaniu tytułu magistra rozpoczął pracę w Zakładzie Agrofizyki Polskiej Akademii Nauk, lecz po dwóch miesiącach został asystentem w Zakładzie Fizyki Teoretycznej UMCS. Pracując tam, napisał i obronił pracę doktorską Dynamika jąder atomowych silnie zdeformowanych (promotorem był prof. Adam Sobiczewski) . 
Habilitował się na UMCS w 1997 na podstawie pracy Rozpady jąder atomowych i ich własności w stanach podstawowych. Tytuł profesora zwyczajnego nauk fizycznych otrzymał w 2009.
Jest kierownikiem Zakładu Jądra Atomu na Wydziale Matematyki, Fizyki i Informatyki Uniwersytetu Marii Curie-Skłodowskiej. Od 1994 jest organizatorem Warsztatów Fizyki Jądrowej w Kazimierzu Dolnym, gdzie spotykają się polscy i zagraniczni fizycy .
Był wykładowcą w zamojskiej Wyższej Szkole Zarządzania i Administracji, gdzie prowadził kilkanaście prac magisterskich i kilkadziesiąt licencjackich .